# العلاقات اليابانية الكازاخستانية
العلاقات اليابانية الكازاخستانية هي العلاقات الثنائية التي تجمع بين اليابان وكازاخستان.

## مقارنة بين البلدين
هذه مقارنة عامة ومرجعية للدولتين:
| وجه المقارنة                                              | اليابان         | كازاخستان                      |
| --------------------------------------------------------- | --------------- | ------------------------------ |
| المساحة (كم2)                                             | 377.97 ألف      | 2.72 مليون                     |
| عدد السكان (نسمة)                                         | 126.79 مليون    | 17.95 مليون                    |
| الكثافة السكانية (ن./كم²)                                 | 335.45          | 6.6                            |
| العاصمة                                                   | طوكيو           | نور سلطان                      |
| اللغة الرسمية                                             | اللغة اليابانية | اللغة القازاقية، اللغة الروسية |
| العملة                                                    | ين ياباني       | تينغ كازاخستاني                |
| الناتج المحلي الإجمالي (بليون دولار)                      | 4.87 تريليون    | 159.41 مليار                   |
| الناتج المحلي الإجمالي (تعادل القوة الشرائية) بليون دولار | 5.18 تريليون    | 439.39 مليار                   |
| الناتج المحلي الإجمالي الاسمي للفرد دولار أمريكي          | 34.52 ألف       | 10.51 ألف                      |
| الناتج المحلي الإجمالي للفرد دولار أمريكي                 | 36.62 ألف       | 24.23 ألف                      |
| مؤشر التنمية البشرية                                      | 0.903           | 0.788                          |
| رمز المكالمات الدولي                                      | +81             | +7                             |
| رمز الإنترنت                                              | .jp             | .kz، .қаз ‏                     |
| المنطقة الزمنية                                           | توقيت اليابان   | ت ع م+05:00، ت ع م+06:00       |

## مدن متوأمة
في ما يلي قائمة باتفاقيات التوأمة بين مدن يابانية وكازاخستانية:
- ترتبط تويوتا مع كازاخستان باتفاقية توأمة.

## منظمات دولية مشتركة
يشترك البلدان في عضوية مجموعة من المنظمات الدولية، منها:
| علم المنظمة | اسم المنظمة                               | تاريخ انضمام اليابان | تاريخ انضمام كازاخستان |
| ----------- | ----------------------------------------- | -------------------- | ---------------------- |
|             | مجموعة الموردين النوويين                  | ?                    | ?                      |
|             | يونسكو                                    | 2 يوليو 1951         | 22 مايو 1992           |
|             | الفريق المعني برصد الأرض                  | ?                    | ?                      |
|             | مؤسسة التمويل الدولية                     | 20 يوليو 1956        | 30 سبتمبر 1993         |
|             | المركز الدولي لتسوية المنازعات الاستشارية | 16 سبتمبر 1967       | 21 أكتوبر 2000         |
|             | بنك التنمية الآسيوي                       | 1966                 | 1994                   |
|             | منظمة حظر الأسلحة الكيميائية              | ?                    | ?                      |
|             | مؤسسة التنمية الدولية                     | 27 ديسمبر 1960       | 23 يوليو 1992          |
|             | وكالة ضمان الاستثمار متعدد الأطراف        | 12 أبريل 1988        | 12 أغسطس 1993          |
|             | الاتحاد البريدي العالمي                   | ?                    | ?                      |
|             | الاتحاد الدولي للاتصالات                  | 29 يناير 1879        | 23 فبراير 1993         |
|             | منظمة الشرطة الجنائية الدولية             | ?                    | ?                      |
|             | الأمم المتحدة                             | 18 ديسمبر 1956       | 2 مارس 1992            |
|             | البنك الدولي للإنشاء والتعمير             | 13 أغسطس 1952        | 23 يوليو 1992          |

## وصلات خارجية
- موقع وزارة الخارجية اليابانية
- موقع وزارة الخارجية الكازاخستانية